# Ulrich von Fresenius
Ulrich Fresenius, ab 1910 von Fresenius (* 1. September 1888 in Erfurt; † 12. November 1962 in Memmelsdorf, Landkreis Bamberg) war in der Zeit des Nationalsozialismus Bürgermeister von Wernigerode.

## Leben
Fresenius war der Sohn des königlich-preußischen Oberst Paul Fresenius und der Elsbeth von Wolffersdorf. Er besuchte die Gymnasien in Hildesheim, Graudenz, Konitz und Sondershausen. Ab 1906 studierte er Rechtswissenschaften an der Université de Grenoble, anschließend an den Universitäten Lausanne, Berlin, München und Halle. Im Sommersemester 1907 schloss er sich der Studentenverbindung Germania Lausanne an, bei der er später auch Ehrenmitglied wurde. 1910 schloss er sein Studium in Naumburg mit dem Referendarexamen ab, wo er auch als Referendar tätig wurde. 1914 absolvierte nach dem juristischen Referendariat das Assessorexamen. Anschließend wurde er mit Beginn des Ersten Weltkrieges zum Militärdienst eingezogen, aus dem er nach Kriegsende als Oberleutnant entlassen wurde. Im Jahr 1920 wurde er als Regierungsrat in der Reichsfinanzverwaltung in Magdeburg eingestellt.
Fresenius heiratete am 4. Juni 1921 in Magdeburg Ilse Vogel.
1925 wurde er Vorstand des Finanzamts Wernigerode. Vom 10. Januar 1933 bis 20. April 1945 war Fresenius, der zum 1. Mai 1933 der NSDAP beitrat (Mitgliedsnummer 2.053.355), als Nachfolger von Ludwig Gepel Bürgermeister von Wernigerode. Bevor die US-Armee Wernigerode am 11. April 1945 kampflos besetzte, setzte er sich beim Stadtkommandanten Oberst Gustav Petri dafür ein, die Stadt nicht militärisch zu verteidigen.  Vor Ende des Zweiten Weltkrieges wurde Fresenius vom amerikanischen Stadtkommandanten in Wernigerode des Amtes enthoben. Von September 1945 bis Oktober 1948 wurde er ohne Anklage oder Feststellung eines individuellen Schuldvorwurfs in völliger Isolierung in dem von der NKWD in Torgau betriebenen Speziallager Nr. 8 interniert. Außerdem war er zeitweise im Speziallager Nr. 1 Mühlberg und im Speziallager Nr. 2 Buchenwald interniert. Über seine Erlebnisse während dieser Zeit schrieb Fresenius einen ausführlichen Bericht, welcher 1992 in einem Buch unter dem Titel „Begegnungen des Wernigeröder Bürgermeisters am Kriegsende in kommunistischen Gefängnissen und Konzentrationslagern“ von Rolf Oppermann veröffentlicht worden ist.
Später arbeitete Fresenius in der DDR bei der Sozialversicherung. Im Jahr 1953 siedelte er als 65-Jähriger in die Bundesrepublik Deutschland über. Er starb im Memmelsdorfer Ortsteil Lichteneiche.

## Auszeichnungen
- Eisernes Kreuz 1. und 2. Klasse
- Ehrenkreuz von Schwarzburg mit Schwerten.

## Veröffentlichungen
- Begegnungen des Wernigeröder Bürgermeisters am Kriegsende in kommunistischen Gefängnissen und Konzentrationslagern – 1945 bis 1950, Vereinigung der Opfer des Stalinismus (Hrsg.), ASDI-Verlag Rolf Oppermann, Hannover 1991.
- Wie ein Tier im Käfig. Erinnerungen des früheren Wernigeröder Bürgermeisters an fünf Jahre in stalinistischen Lagern zwischen Torgau und Buchenwald, o. 0. 1996.
- Aus der Geschichte des Jäger-Regiments zu Pferde, o. J.